# Fimbristylis naikii
Fimbristylis naikii là loài thực vật có hoa trong họ Cói. Loài này được Wad.Khan & Lakshmin. mô tả khoa học đầu tiên năm 2008.